# ドン・ファン (交響詩)

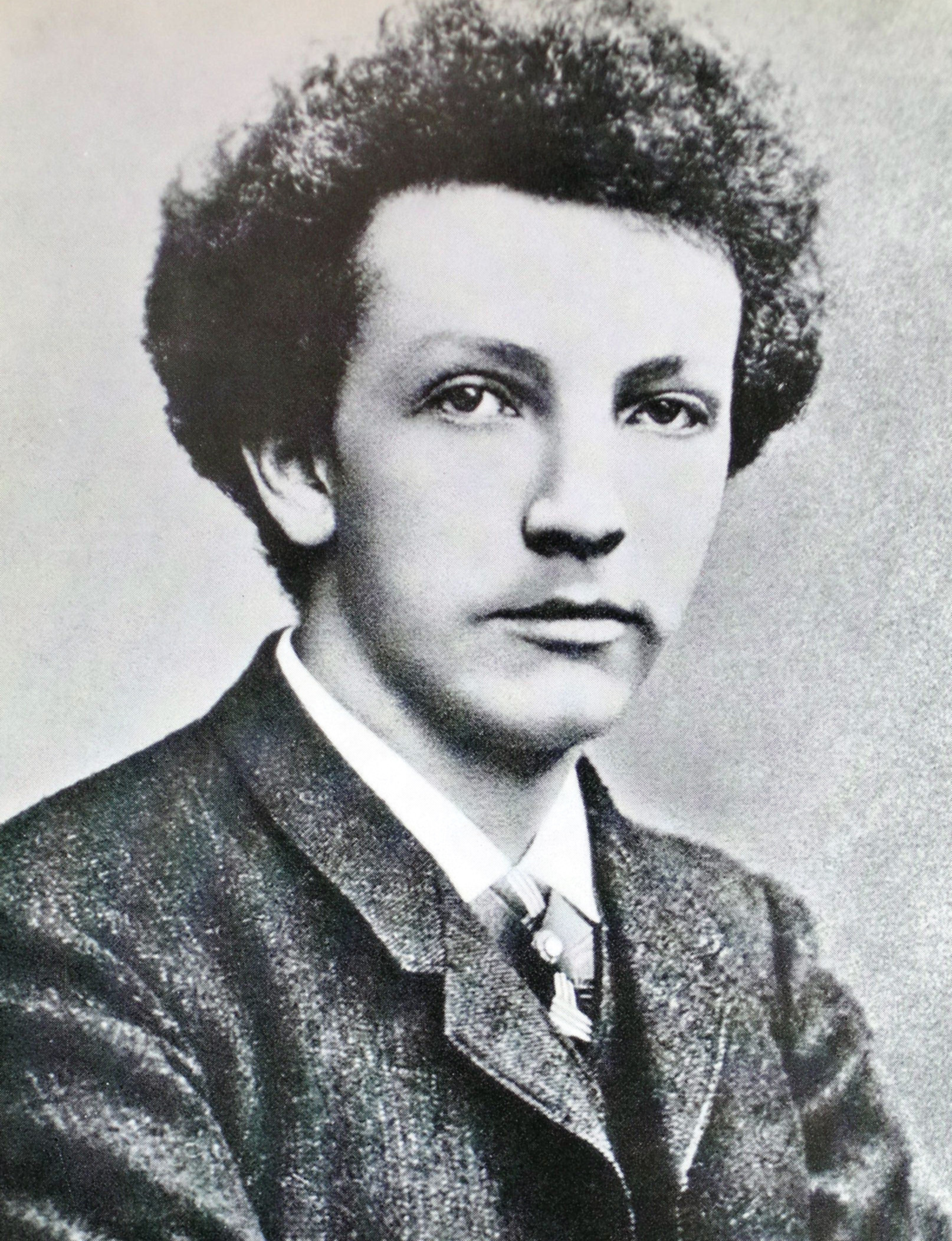
作曲した当時のリヒャルト・シュトラウス

『ドン・ファン』（独: "Don Juan", Tondichtung nach Nicolaus Lenau）作品20は、リヒャルト・シュトラウスが1888年に作曲した交響詩。初期の管弦楽曲でシュトラウスの出世作とされる。理想の女性を追い求めて遍歴を重ねるスペインの伝説上の人物、ドン・ファンを主題としたニコラウス・レーナウの詩に基づいている。
実際に作曲されたのは交響詩『マクベス』作品23より後であるが、『マクベス』は改訂を経ているため、『ドン・ファン』の作品番号が先になった。現在でも、シュトラウスの交響詩のなかでは演奏の機会は多いほうに入る。

## 作曲の経緯
シュトラウスがミュンヘンの宮廷歌劇場の第3楽長を務めていた時期にあたる1887年から1888年にかけて作曲された。

## 初演
1889年11月11日、ヴァイマルの宮廷オーケストラによって、作曲者自身の指揮で初演された。
日本初演は1927年11月22日、日本青年館にて近衛秀麿と新交響楽団によって行われた。

## 演奏時間
約17分

## 編成
3管編成の管弦楽を用いている。
- フルート　3（ピッコロ持ち替え　1）
- オーボエ　2、コーラングレ　1
- クラリネット　2
- ファゴット　2、コントラファゴット　1
- ホルン　4
- トランペット　3
- トロンボーン　3
- チューバ　1
- 打楽器
  - ティンパニ
  - シンバル
  - トライアングル
  - グロッケンシュピール
- ハープ
- 弦五部

## 曲の構成
一種のロンド形式とソナタ形式で構成されている。ホ長調。
アレグロ・モルト・コン・ブリオ。冒頭、情熱的な弦の上昇音型で「悦楽の嵐」のテーマが出る。すぐに木管の下降音型で理想の女性を表すテーマが出る（5小節目）。続けて弦と木管・ホルンでドン・ファンの行動力を表す第1のテーマが提示される（9小節目）。小休止の後、独奏ヴァイオリンの美しい旋律で最初の女性が提示され（D、2小節目）、木管が最初のランデヴーを表すが（D、19小節目）、音楽は次第に切迫感を高めていき、強烈な不協和音がドン・ファンの失望を表す（F、21小節目）。続いて、弦楽器で第2の女性が現れ、やがてオーボエの魅惑的な旋律でランデヴーが展開される（L、4小節目）。ホルンの強奏による有名なメロディーが出る（N、19小節目）。これはドン・ファンの第2のテーマで彼の不満を表すとされる。これまでのドン・ファンのテーマや女性のテーマが交錯し、女性を追い求め、満たされぬドン・ファンの苦悩と焦燥が描かれる。いったん静かになるが（V、10小節目）、再び冒頭のドン・ファンのテーマと第2のテーマが回帰し、絢爛たるクライマックスを築く（W）。三たび冒頭のテーマが出るが、音楽は速度を増し、壮絶なカタストロフがやってくる。全休止の後（Cc、17小節目）、曲はホ短調に変わり、ドン・ファンの悲劇的な死が暗示される。「薪は燃えつくし、炉は冷たく暗くなった」のである。
（練習番号はアイプル社の総譜による）

## 出版
アイプル社（ミュンヘン、JOS AIBL VERLAG）

## その他
- 2006年頃に、『N響アワー』のオープニング曲に使われていた。
- 『芸能人格付けチェック』にて、司会の浜田雅功が正解の扉を開ける際のBGMとして冒頭部分が使われている。